# Brora Rangers
Die Brora Rangers (offiziell: Brora Rangers Football Club) sind ein schottischer Fußballverein aus Brora. Der im Jahr 1878 gegründete Verein trägt seine Heimspiele im Dudgeon Park aus. Mit dem FC Wick Academy verbindet die Rangers eine Rivalität, die im Northern Derby mündet. Spitzname des Vereins ist „The Cattachs“.

## Geschichte
Der im Jahr 1878 gegründete Brora Rangers FC spielte bis ins Jahr 1932 im Inverbrora Park, bevor der Wechsel in den Dudgeon Park folgte. Ab 1963 nahmen die Rangers am Spielbetrieb der Highland Football League teil und konnten in der Saison 2013/14 erstmals die Meisterschaft gewinnen. Er berechtigte zur Teilnahme am Challenge Cup 2014/15.

## Erfolge
- Highland Football League: 4
  - 2013/14, 2014/15, 2019/20, 2020/21
- North of Scotland Cup: 7
  - 1980/81, 1990/91, 2013/2014, 2014/15, 2016/17, 2017/18, 2019/20
- Inverness Cup: 1
  - 1995/96